# Rostów
Rostów (ros. Ростов) – miasto w Rosji, w obwodzie jarosławskim.
Jest jednym z najstarszych miast rosyjskich. W 2008 liczyło 32 647  mieszkańców.
Rosjanie używają nazw Rostów Wielki lub Rostów Jarosławski, żeby odróżnić miasto od znacznie większego Rostowa nad Donem.
Miasto położone na brzegu jeziora Nero, 53 km od Jarosławia, 202 km od Moskwy, na trasie M8 «Chołmogory» Moskwa – Archangielsk. W mieście działają dworce kolejowe i autobusowe. Na stacji kolejowej Rostów-Jarosławski (224 km od Moskwy, kod stacji: 314307) zatrzymuje się większość pociągów pasażerskich, ekspresy Moskwa - Jarosław i więcej niż 10 par podmiejskich pociągów elektrycznych.
Miasto jest elementem Złotego Pierścienia Rosji. Pierwsza wzmianka o mieście pochodzi z 862.
Znajduje się tutaj jedna z najstarszych katedr na Rusi, gdzie przechowywane jest nienaruszone od XI wieku ciało św. Leoncjusza.

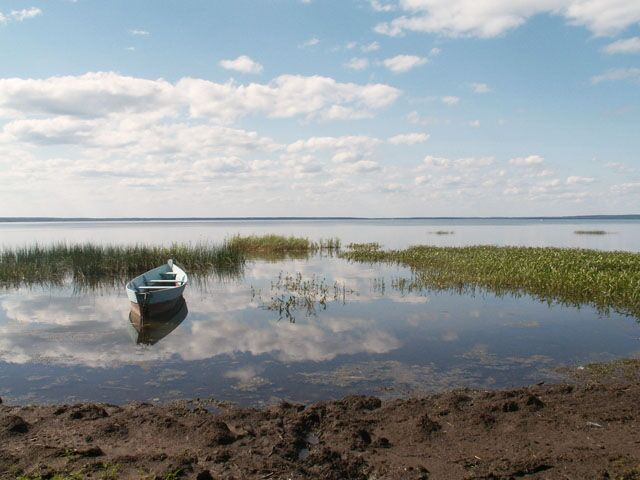
Jezioro Nero
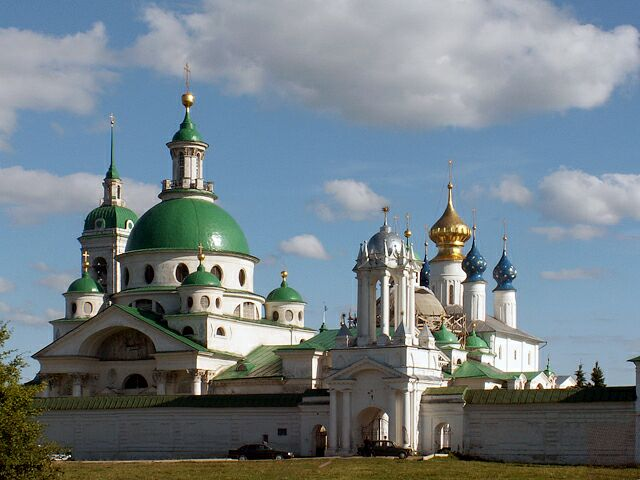
Monaster Przemienienia Pańskiego i św. Jakuba
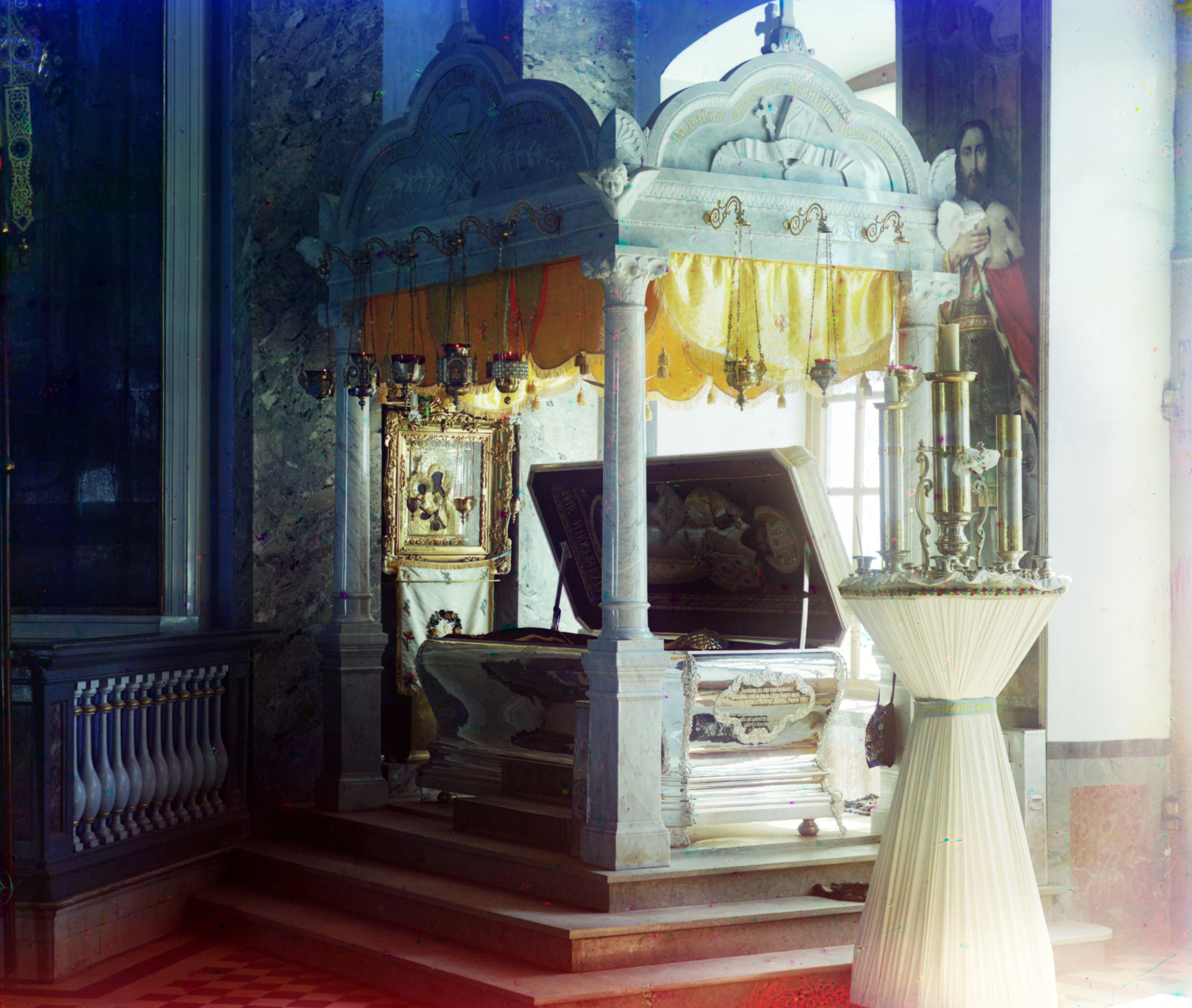
Relikwie św. Dymitra Rostowskiego
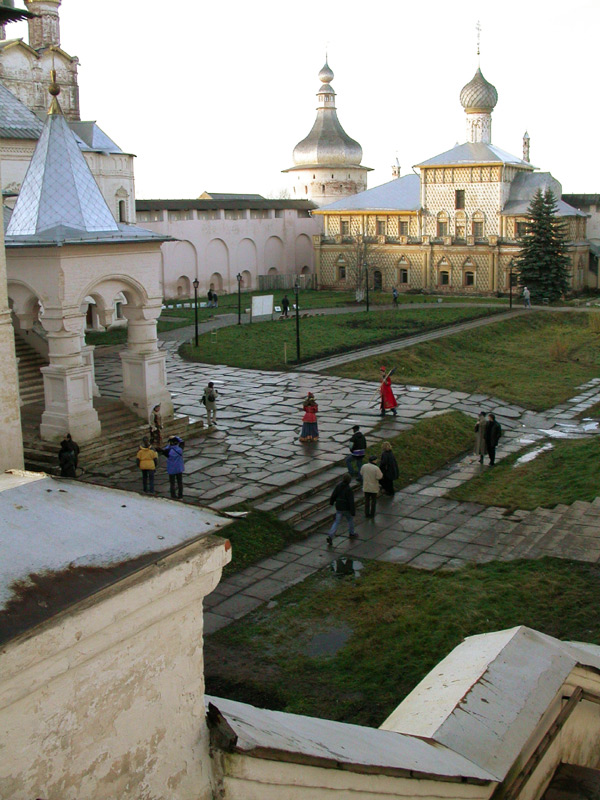
Dziedziniec kremla rostowskiego

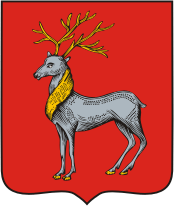
herb (1778)